# Lipovo
Lipovo (nemško Lippendorf) je naselje v Občini Velikovec v Okraju Velikovec na Koroškem v Avstriji.